# Гурин, Илья Яковлевич
Илья́ Я́ковлевич Гу́рин (1922—1994) — советский кинорежиссёр и сценарист.

## Биография
Родился 9 июля 1922 года в Харькове в еврейской семье.
Член ВКП(б) с 1948 года. Участвовал в Великой Отечественной войне.
В 1952 году окончил режиссёрский факультет ВГИКа (мастерская М. И. Ромма). Работал на ЦКДЮФ имени М. Горького. Режиссёрский дебют состоялся в 1957 году.
Скончался 8 сентября 1994 года в Москве. Похоронен на Кунцевском кладбище.

### Семья
- Супруга - актриса Валентина Ефимовна Беляева (1925—2015).

## Звания и награды
- Заслуженный деятель искусств РСФСР (1974).
- Государственная премия РСФСР имени братьев Васильевых (1985) — за фильм «Россия молодая»
- Орден Отечественной войны II степени (6.11.1985)
- Орден Красной Звезды (15.7.1944; был представлен к ордену Отечественной войны II степени)
- Медаль «За оборону Москвы» (ЦАМО: ф.30331, оп.2, д.48)[4]

## Фильмография

### Режиссёр
- 1957 — Двое из одного квартала
- 1959 — Золотой эшелон
- 1961 — В трудный час
- 1963 — При исполнении служебных обязанностей
- 1964 — Верьте мне, люди
- 1965 — Встречи с Игорем Ильинским
- 1967 — Дай лапу, Друг!
- 1968 — Наши знакомые
- 1970 — В Москве проездом…
- 1972 — Ура! У нас каникулы!
- 1974 — Ещё можно успеть
- 1977 — Запасной аэродром
- 1979 — Старые долги
- 1982 — Россия молодая
- 1988 — Гулящие люди
- 1991 — Семнадцать левых сапог

### Сценарист
- 1965 — Встречи с Игорем Ильинским
- 1968 — Наши знакомые
- 1974 — Ещё можно успеть
- 1982 — Россия молодая
- 1988 — Гулящие люди
- 1991 — Семнадцать левых сапог